# Udo Lattek
Udo Lattek (Bosenbach, 16 de janeiro de 1935 – Colônia, 31 de janeiro de 2015) foi um jogador e treinador de futebol alemão.
Lattek é um dos treinadores mais bem sucedidos da história do futebol, tendo conquistado 15 títulos importantes. Juntamente com o italiano Giovanni Trapattoni e com o português José Mourinho, ele é o único treinador que venceu os três principais títulos europeus, e é o único a fazê-lo com três equipas diferentes.
Por suas contribuições para o futebol europeu, o Lattek foi considerado um dos 10 melhores treinadores desde a fundação da UEFA em 1954.

## Biografia
Lattek nasceu em Bosemb, na Prússia Oriental, no Império Alemão (atual Boże, na Polônia). Nas categorias de base, Lattek jogou futebol no SSV Marienheide, Bayer 04 Leverkusen e VfR Wipperfürth.
Em 1962, ele começou a jogar no VfL Osnabrück. Ele passou sua primeira temporada no clube na primeira divisão (a divisão norte da "Oberliga") e o restante de seu tempo na segunda divisão, já que o clube não se classificou para a nova Bundesliga em 1963. Ele marcou 34 gols em 70 jogos do campeonato entre 1962 e 1965.
No início de 1965, Lattek foi prematuramente liberado de seu contrato para se juntar à federação alemã de futebol DFB como técnico da equipe juvenil e, ao lado de Dettmar Cramer, um dos assistentes do técnico Helmut Schön. Nessa função, ele também fez parte da equipe técnica que levou a Alemanha à final da Copa do Mundo de 1966.

## Carreira como Treinador

### Bayern de Munique
Em março de 1970, Lattek assumiu o comando do Bayern de Munique como sucessor do croata, Branko Zebec. Ele foi recomendado ao clube por Franz Beckenbauer, no entanto, sua nomeação foi controversa, pois ele nunca havia treinado um clube. O elenco do time já tinha: Beckenbauer, Gerd Müller e Sepp Maier e Lattek deu chance para os jovens: Paul Breitner e Uli Hoeneß, essa equipe inaugurou um período de domínio do clube bávaro.
Lattek levou o Bayern a ganhar três campeonatos consecutivos, o primeiro na história do futebol alemão, além da Copa da Alemanha. Em 1974, tornou-se o primeiro time alemão a vencer a Liga dos Campeões, derrotando o Atlético de Madrid - a primeira de três vitórias consecutivas.
Seis jogadores do Bayern também fizeram parte do time alemão que venceu a Eurocopa de 1972 e a Copa do Mundo de 1974.
Um mau início da temporada 1974-1975 viu o ciclo Lattek chegar ao fim e o Bayern o substituiu por Dettmar Cramer, que também foi recomendado ao clube por Beckenbauer.
De acordo com Lattek, depois de dizer ao presidente do clube, Wilhelm Neudecker, que, o clube ia precisar de mudanças, Neudecker respondeu: "Correto. Você está demitido".

### Borussia Mönchengladbach
No início da temporada 1975-76, Lattek sucedeu Hennes Weisweiler no Borussia Mönchengladbach, onde permaneceu até 1979. Esta passagem fez com que ele ganhasse mais dois títulos alemães, além da Copa da UEFA de 1979 depois de derrotar o Estrela Vermelha.
Em 1977, o clube chegou à final da Liga dos Campeões contra o Liverpool, em Roma, e perdeu por 3-1. Como o Liverpool se recusou a participar da Copa Intercontinental, o Borussia assumiu o seu lugar contra o campeão sul-americano, Boca Juniors. Depois de empatar em 2-2 na Argentina, Mönchengladbach perdeu o jogo em casa por 3-0 em Karlsruhe.

### Borussia Dortmund
No final da temporada, Lattek deixou o Mönchengladbach e passou dois anos no Borussia Dortmund.

### FC Barcelona
Em 1981, Lattek foi nomeado como o sucessor de Helenio Herrera no FC Barcelona. Ele liderou o clube no título da Taça dos Clubes Vencedores de Taças em 1982, onde o Barcelona derrotou o Standard Liège na final por 2-1. Ele é o único treinador a levar três clubes a três "grandes" troféus europeus. Provavelmente os jogadores mais ilustres do Barcelona nesta época foram Migueli, Alexanco, Rexach, Asensi, Quini, o alemão Bernd Schuster e Allan Simonsen. Na segunda temporada, Diego Maradona, então com apenas 22 anos de idade, foi contratado por uma taxa de transferência recorde.
Na segunda temporada Lattek entrou em rota de colisão com diversas estrelas da equipe. Bernd Schuster reclamou dos métodos de treinamento e foi afastado. Lattek se justificou: "Se um jogador fala mal de mim, ele não joga, é isso que acontece.". Em uma partida do campeonato espanhol, Lattek também ordenou que o ônibus da equipe partisse sem Maradona, que se atrasou para se apresentar.
Assim, com a falta de sucesso no cenário nacional fez com que ele fosse substituído no final da temporada 1982-83 pelo técnico argentino César Luis Menotti.

### Regresso ao Bayern de Munique
O seu ex-jogador Uli Hoeneß, estava em um cargo no Bayern de Munique e o chamou para a vaga de treinador após a saída do técnico Pál Csernai. Nos próximos anos ele ganhou mais duas copas nacionais e outro tri-campeonato da Bundesliga - o "Double" em 1986 foi apenas o quarto na história do futebol alemão. O presente de despedida foi negado a ele quando o Bayern perdeu a Liga dos Campeões de 1987 contra o FC Porto por 2 a 1.
Grandes jogadores desse período eram: Karl-Heinz Rummenigge, Lothar Matthäus, Klaus Augenthaler, Dieter Hoeneß, Søren Lerby e Jean-Marie Pfaff.

### Colônia e Schalke
Após isso, Lattek se aposentou por alguns anos. Em 1991, ele foi contratado pelo 1. FC Köln como Director Desportivo. Em 1992, ele retornou ao banco de reservas e comandou o Schalke 04 na primeira metade da temporada.

## Vida Posterior
Lattek se aposentou ganhando 14 troféus. Ele morava em uma casa de repouso em Colônia e permaneceu famoso por seu gosto contínuo por cerveja ("todos os grandes treinadores desfrutaram de uma bebida").
Lattek, que tinha mal de Parkinson e demência, morreu em 31 de janeiro de 2015. Com a notícia de sua morte, Franz Beckenbauer twittou: "Triste notícia: o grande Udo Lattek está morto. Descanse em paz, meu amigo."